# Свободное (Амурская область)
Свобо́дное — село в Архаринском районе Амурской области, входит в Новоспасский сельсовет.
Основано в 1920 г. переселенцами из Гомельской области Белоруссии. Топонимика: название села символизирует свободу крестьян от всевозможного рода зависимостей, характерных до Октябрьской революции.

## География
Село Свободное стоит вблизи левого берега реки Бурея.
Расстояние до административного центра Новоспасского сельсовета села Новоспасск — 20 км (вверх по левому берегу Буреи, через с. Казановка).
Расстояние до районного центра Архара (через Новоспасск и Домикан) — 67 км.
От села Свободное вниз по левому берегу Буреи идёт дорога к сёлам Украинка, Северное и Скобельцыно.

## Население
| 2002 | 2010 | 2012 | 2013 | 2014 | 2015 | 2016 |
| ---- | ---- | ---- | ---- | ---- | ---- | ---- |
| 38   | ↘21  | ↘9   | ↘4   | ↘3   | →3   | →3   |
| 2017 | 2018 |      |      |      |      |      |
| ↘1   | ↗4   |      |      |      |      |      |

## Инфраструктура
Сельскохозяйственные предприятия Архаринского района.